# Altetopfstraße 7 (Quedlinburg)

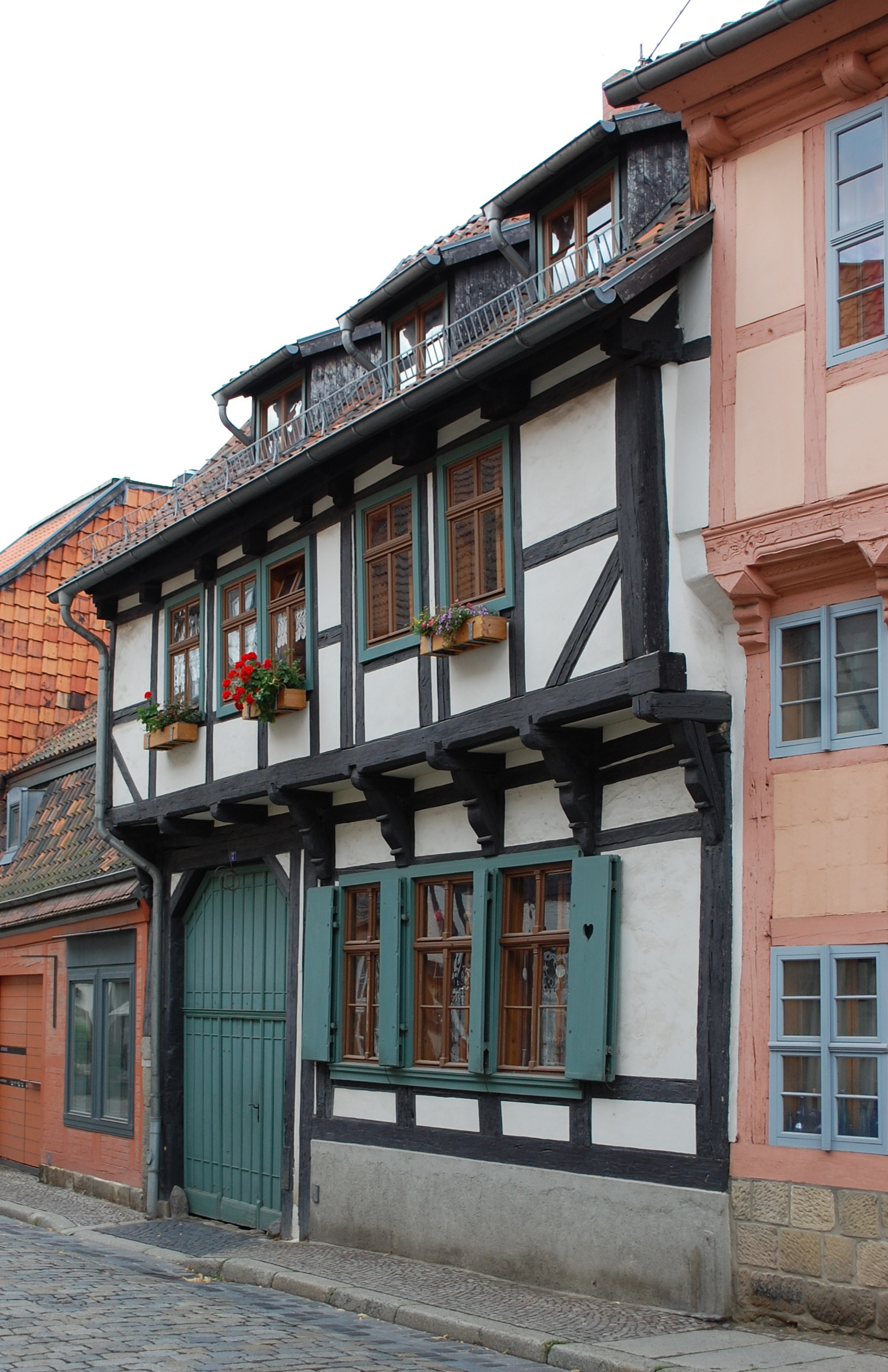
Altetopfstraße 7

Das Haus Altetopfstraße 7 ist ein denkmalgeschütztes Fachwerkgebäude in der Stadt Quedlinburg in Sachsen-Anhalt. Es wurde in den Jahren 1520/1521 errichtet.

## Lage
Das Gebäude befindet sich südlich der historischen Quedlinburger Altstadt, auf der Südseite der Altetopfstraße. Westlich grenzt das gleichfalls denkmalgeschützte Haus Altetopfstraße 8 an. Das Haus ist im Quedlinburger Denkmalverzeichnis als Wohnhaus eingetragen und gehört zum UNESCO-Weltkulturerbe.

## Architektur und Geschichte
Das traufständige, zweigeschossige Fachwerkhaus ist sieben Gefache breit und wurde noch im Stil der Spätgotik gebaut. Die Tonne des Sandsteinkellers wird durch eine Inschrift auf 1520 datiert. Das obere Geschoss kragt weit über. Als zierende Elemente finden sich mit Schnitzwerk versehene Bügen und Fußbänder. In der östlichen Hälfte des Hauses besteht eine große Tordurchfahrt. Der Dachstuhl ist dendrochronologisch in das Jahr 1521 datiert. In älterer Literatur wurde als Bauzeit noch der Zeitraum um 1550 angenommen.